# Русинов, Иван Николаевич
Ива́н Никола́евич Руси́нов (26 ноября 1909, Павловский Посад — 14 июля 1994, Москва) — актёр театра и кино, чтец-декламатор, Заслуженный артист Грузинской ССР. Народный артист Грузинской ССР (1970).

## Биография
Иван Николаевич Русинов родился 26 ноября 1909 года в подмосковном городе Павловский Посад в семье священнослужителя, протоиерея Воскресенского собора Николая Русинова, в связи с чем дважды был репрессирован. Осуждён 21 августа 1930 года коллегией ОГПУ на 5 лет ИТЛ. Срок отбывал на Беломоро-Балтийском канале в Медвежьегорске, работал в театре. Отбывая срок, женился на Русиновой Нине Александровне (род. в 1913 в Москве, русская, актриса, осуждена в 1932 Коллегией ОГПУ по ст. 1-58-7 УК РСФСР на 5 лет ИТЛ, в 1936 освобождена досрочно). Освобождён 7 марта 1934 года досрочно. В 1936 с женой выехал в Томск, где работал до 1937 года, затем переехал в г. Киров в областной театр, в 1939 переезжает в г. Молотов, в 1940 — в г. Ростов. В 1940—1941, сдал экстерном за литературный факультет. В октябре 1941, в связи с продвижением немецких войск, выехал из Ростова в Куйбышев, где работал до 1943. Был отозван в Москву. Работал в театре Моссовета и Ленкома, в марте 1945 переведён на работу в Малый театр (предполагалось, что он будет играть Ромео).
10 апреля 1945 года арестован вместе с женой. 24 сентября 1945 ОСО НКВД СССР (протокол № 35) осуждён на 5 лет ссылки по ст. 58-10 УК РСФСР. Прибыл с женой этапом 11 ноября 1945 года в Красноярск. Играл в театре им. Пушкина. Местом ссылки был определён Норильск. Хлопотал, чтобы остаться в Красноярске из-за больной дочери. Отказано. 20 сентября 1946 года прибыл в Туруханск. Преподавал учителям художественное чтение. В 1947 году переехал в Норильск. 10 апреля 1950 года освобождены с женой из ссылки. В 1953 году начал работать в театре им. Грибоедова в Тбилиси. Снимался в художественных фильмах.
После переезда в Москву становится чтецом-декламатором. В свой репертуар включал стихи великих русских поэтов XIX и начала XX века и известных советских поэтов.
Скончался в Москве после тяжёлой непродолжительной болезни 14 июля 1994 года. Похоронен на Центральном кладбище города Павловский Посад.

## Награды
- орден Трудового Красного Знамени (17.04.1958)
- заслуженный артист Грузинской ССР
- Народный артист Грузинской ССР (1970)

## Актёрские работы
- Фильм «Фатима»
- 1944 — Кассио — «Отелло» У. Шекспира, Театр им. Моссовета

## Фильмография
- 1960 — Северная радуга — император
- 1958 — Фатима — инженер
- 1956 — Песнь Этери — Виктор